# Fucking Åmål
Fucking Åmål, conocida también como Descubriendo el amor (en Argentina y Chile) y en los países angloparlantes como Show Me Love, es una película sueca de 1998 de bajo presupuesto y temática lésbica que aborda las vidas de dos jóvenes y su iniciación en las relaciones adolescentes en una pequeña y tranquila ciudad sueca. Escrita y dirigida por el cineasta sueco Lukas Moodysson (su primer largometraje), y protagonizada por Alexandra Dahlström (Elin) y Rebecka Liljeberg (Agnes). Estrenada el 23 de octubre de 1998, fue ganadora de cuatro Escarabajos Dorados (equivalente sueco del Oscar) en los Premios Suecos de Cine en 1999. Ha ganado también varios premios internacionales, entre ellos el premio Teddy en el Festival de Cine de Berlín en 1999.

## Títulos
El título original de la película se refiere a la pequeña ciudad de Suecia donde residen las protagonistas, Åmål (pronunciada en español [ómɔl], con las vocales abiertas). "Fucking" es una palabra  de origen inglés que proviene del verbo to fuck (follar o coger), y en este contexto actúa como adjetivo ("Jodida Amal").
Así, al poco de comenzar el filme, Elin se lamenta: "¿Por qué tenemos que vivir en este jodido y puto Åmål?" (línea entera en el original: "Varför måste vi bo i fucking, jävla kuk-Åmål?").
En general, el título Fucking Åmål se consideró polémico fuera de Suecia. Por otra parte, podría haber inducido a error, ya que en la película no hay ninguna escena de sexo. Por ello, el filme fue distribuido en los países angloparlantes como Show Me Love ("Muéstrame el amor"), que era además el nombre del tema principal de la banda sonora. En otros países recibió títulos igualmente suavizados: en Alemania se llamó Raus aus Åmål ("Fuera de Åmål"); Láska je láska ("Amor es amor") en la República Checa y Eslovaquia; Descubriendo el amor en Argentina y Chile; Amigas de colégio en Brasil, etc. Otros países europeos, como Francia, Italia y España, mantuvieron el título original.

## Sinopsis
La película relata la historia de Agnes Ahlberg (16 años) y Elin Olsson (14 años), alumnas de secundario en el "insignificante" pueblo de Åmål (fucking es un adjetivo que Elin utiliza para describirlo).
Elin es una de las chicas más populares y ha estado con muchos chicos (aunque permanece virgen), pero encuentra su vida en el pequeño Åmål, donde siempre ha vivido, exasperantemente aburrida. Agnes, por el contrario, es tranquila y  no ha conseguido hacer amigos desde que se mudó con su familia a Åmål hace 2 años. Agnes está secretamente enamorada de Elin, pero Elin apenas sabe siquiera que ella existe.
Elin va junto a su hermana Jessica a la fiesta de cumpleaños de Agnes, principalmente como una excusa para evitar ir a otra fiesta donde estaría Johan, quien también está enamorado de Elin. Jessica, conociendo el rumor de que Agnes es lesbiana, reta a Elin a besar a Agnes a cambio de 20 coronas (aproximadamente 2 dólares). Elin acepta y besa a Agnes durante unos segundos antes de huir a carcajadas junto a su hermana.
Intensamente herida por la broma de mal gusto, Agnes intenta quitarse la vida. Sin embargo, Elin, sumamente arrepentida, regresa a casa de Agnes para disculparse justo a tiempo para interrumpir el intento de suicidio. Desconociendo lo sucedido, Elin convence a Agnes de acompañarla a la otra fiesta, pero se detienen a medio camino a platicar. Tras conocerse un poco, deciden escapar juntas del aburrido Åmål hacia Estocolmo haciendo autoestop. Tras algunos intentos sin suerte, un conductor se detiene finalmente, pero una vez dentro del coche éste se avería y el conductor desciende a observar el motor. Impulsada por la excitación de su aventura, Elin besa a Agnes, pero esta vez de forma sincera. Pronto son sorprendidas por el conductor, quien les ordena bajar del vehículo.
Confundida por lo ocurrido, Elin decide regresar a casa pero promete llamar a Agnes al día siguiente. Elin descubre que está enamorada de Agnes, pero se ve aterrada por la posibilidad de perder el mundo al que está acostumbrada, por lo que decide ocultar sus sentimientos por Agnes, ignorándola por completo en los días sucesivos. En un intento por regresar a su mundo habitual, Elin comienza a salir con Johan.
Lastimada por segunda vez, Agnes se enfurece y abofetea a Elin en público en un pasillo del colegio. Al ver esto, Viktoria, quien mantiene un rencor contra Agnes, revela a Elin que Agnes está secretamente enamorada de ella. Tratando de averiguar algo más sobre ella misma, Elin se acuesta con Johan, pero la experiencia no consigue hacer que olvide a Agnes.
Sin poder escapar de sus sentimientos y disgustada por la falta de personalidad de Johan, Elin rompe con él. Al día siguiente en el colegio Elin fuerza a Agnes a entrar a un tocador para hablar. Elin tímidamente confiesa su amor por Agnes y ésta a su vez confiesa estar enamorada de Elin. Su encierro pronto llama la atención de otros estudiantes quienes creen que Elin esconde allí a un chico. Finalmente Agnes convence a Elin de salir y enfrentarlos, lo cual hacen provocando una reacción de asombro en todos los presentes mientras se alejan tomadas de la mano y riendo juntas.

## Banda sonora
La música juega un importante papel en Fucking Åmål. Fue escogida por Per Gessle, miembro del dúo musical Roxette, y Håkan Hellström. Incluye algunos clásicos del pop, como I wanna know what love is de Foreigner, cuya música parece envolver a las protagonistas en la escena del beso del coche. También hay temas instrumentales.
Sin embargo, el grueso de la banda sonora eran canciones actuales de pop-rock juvenil. El grupo sueco Broder Daniel contribuyó con varias canciones para la película: Whirlwind, que suena al principio, I'll Be Gone y Underground. La canción de la cantante sueca Robyn (producida por el famoso Max Martin), Show Me Love, aparece en los créditos.

## Producción y críticas
A pesar de transcurrir en Åmål, la película fue filmada en la ciudad de Trollhättan, posiblemente debido a la oposición por el título escogido. 
El libreto original terminaba con la escena de Elin y Agnes alejándose tomadas de la mano. La escena final fue escrita por Lukas Moodyson y Alexandra Dahlström en una etapa tardía de la producción.
La película recibió muy buenas críticas a nivel internacional, incluyendo la del director Ingmar Bergman: "la primera obra maestra de un joven maestro".
Las magistrales actuaciones de las dos chicas protagonistas también sorprendieron gratamente a los críticos, teniendo en cuenta que ambas poseían escasa experiencia previa. Rotten Tomatoes otorga a la película un 7.8 de 10. Roger Ebert destacó que esta película es 'divertida, delicada y verdadera... refrescante en la manera en que aborda el sexo', y le concedió tres estrellas.